# Atsuko Ishizuka
Pour les articles homonymes, voir Ishizuka.
Atsuko Ishizuka (いしづか あつこ, Ishizuka Atsuko) est une réalisatrice et scénariste d'anime japonaise née le 3 septembre 1981 à Okazaki (préfecture d'Aichi).
Elle est connue pour avoir réalisé les séries animées No Game No Life, Hanayamata, et A Place Further than the Universe (en), ainsi que le film Goodbye. Elle travaille pour le studio d'animation Madhouse depuis le début de sa carrière.

## Biographie

### Débuts dans l'animation
Ishizuka est née le 3 septembre 1981 à Okazaki, dans la préfecture d'Aichi,. Elle est diplômée de l'université des arts d'Aichi. Durant ses études, elle crée de l'animation mais se dirige vers une carrière dans la publicité, car ni intéressée ni spectatrice d'anime, préférant fabriquer des sonneries téléphoniques vidéo pour l'opérateur au. Mais elle ne trouve pas d'emploi dans la publicité, et on lui fait comprendre que son style serait plus adapté à un studio d'animation. Elle se fait alors repérer par le studio d'animation Madhouse, qui l'engage comme assistante de production. Elle y commence sa carrière professionnelle en 2004 en travaillant au storyboard de la série télévisée Monster.
Un des courts métrages qu'elle avait réalisé durant ses études, Gravitation, est récompensé au Festival international du court métrage de Téhéran 2005. Elle attire alors l'attention de la chaîne NHK, qui produit ce genre de courts métrages avec des animateurs indépendants pour son programme Minna no Uta. Ne voulant plus travailler comme freelance pour la NHK en parallèle de son travail salarié chez Madhouse, elle refuse la proposition. Mais la chaîne insiste pour avoir un clip d'elle, et demande au studio Madhouse lui-même de produire le clip avec Ishizuka pour le réaliser, ce qui donnera le clip de Tsuki no Waltz.

### Ascension chez Madhouse
Ishizuka continue à travailler chez Madhouse et y passe assistante réalisatrice et animatrice clé sur Nana en 2006. Son travail visuel est également reconnu par une exposition à la Tokyo International Anime Fair en 2007, année où elle réalise à nouveau un clip pour Minna no Uta et la NHK, Sen no Hana Sen no Sora. Elle accède progressivement au poste de réalisatrice, en réalisant en 2009 deux segments de la série Aoi Bungaku qui adapte des grands classiques de la littérature japonaise, puis en co-réalisant l'adaptation animée américano-japonaise de la série Supernatural, Supernatural: The Animation.
Elle réalise finalement sa première série en 2012, Sakura-sô no Pet na Kanojo, adaptée du light novel éponyme ; elle devient alors la première femme salariée de chez Madhouse à y réaliser une série ou un film. Ishizuka réalisera successivement quatre autres séries chez Madhouse dans les années 2010 : trois autres adaptations (No Game No Life, Hanayamata, et Prince of Stride Alternative) et sa première série originale, A Place Further than the Universe (en), conçue en collaboration avec Madhouse, Kadokawa, et le scénariste Jukki Hanada. La série est un succès critique, régulièrement considérée comme un des meilleurs animes des années 2010,,,.
En 2021, elle réalise et écrit son premier film, Goodbye, Don Glees, sa première œuvre en tant que scénariste. Le film sort début 2023 en France sous le nom de Goodbye.

## Style et influence
Remarquée très tôt pour son style visuel, au point d'être primée et exposée dès son début de carrière,, Ishizuka est une réalisatrice aimant particulièrement mettre en scène des personnages « allant de l'avant » émotionnellement, en n'hésitant pas à les baser sur ses propres expériences de jeunesse, en particulier pour Sakura-sô, A Place Further than the Universe,,. Pour Goodbye, elle explique par exemple avoir préféré faire une aventure à petite échelle, sur 3 amis qui découvrent la nature qui les entoure et partent à l'aventure, plutôt qu'une histoire romantique où un personnage allait sauver son âme sœur. Elle assume par ailleurs vouloir créer des œuvres qui mélangent la légèreté et la peine, et qui laissent le spectateur sur une impression où il « ne sait pas s'il doit sourire ou pleurer ».
Ishizuka donne un soin particulier aux jeux de couleurs et aux effets lumineux d'un plan via la postproduction, et sa maîtrise de la cinématographie pour exploiter des moments narratifs marquants avec ces effets visuels ou la saturation de l'image pour donner une connotation à une série : No Game No Life avec des couleurs vives très saturées et brillantes pour son côté fantastique et surréaliste, des couleurs vives plus douces et une luminosité réaliste pour A Place Further than the Universe, ou encore une palette plus jaunie pour Goodbye et ses héros maussades qui partent à l'aventure. Elle met par ailleurs régulièrement l'accent sur le fait que l'animation japonaise est un art collectif, une « œuvre que tout le monde construit », et aime donner un degré assez fort de liberté créatrice aux différents postes qui travaillent sous ses ordres lorsqu'elle réalise pour faciliter la production et la collaboration entre les postes,.
Peu passionnée dans sa jeunesse par l'animation japonaise, elle avoue avoir été très marquée par les différentes productions de la franchise Doraemon, animés ou non. Au début de sa carrière, elle citait notamment les réalisateurs Masayuki Kojima et Morio Asaka comme modèles. Pour un film d'aventure comme Goodbye, elle avoue s'être autant inspirée de classiques comme Les Goonies et Stand by Me que de films plus récents comme Manuel de survie à l'apocalypse zombie.

## Filmographie
Sauf mention contraire explicite, les informations de cette section sont tirées des cartons de crédits des œuvres mentionnées, ou de bases de données compilant ces mêmes crédits,,.

### Séries principales
| Année     | Titre                                  | Rôle(s) (génériques)                                                                   |
| --------- | -------------------------------------- | -------------------------------------------------------------------------------------- |
| 2006–2007 | Nana                                   | Assistante réalisatrice, réalisation et story-board d'épisodes                         |
| 2007–2008 | MapleStory                             | Assistante réalisatrice, réalisation et story-board d'épisodes et de générique (ED)    |
| 2008      | Himitsu – Top Secret (en)              | Réalisation et story-board d'épisodes                                                  |
| 2008      | Kurozuka                               | Réalisation et story-board de générique (ED)                                           |
| 2009      | Chi : Une vie de chat (saison 2)       | Story-board d'épisodes                                                                 |
| 2009      | Aoi Bungaku                            | Co-réalisatrice, script et story-board d'épisodes                                      |
| 2011      | Supernatural: The Animation            | Co-réalisatrice, réalisation et story-board d'épisodes                                 |
| 2011–2012 | Chihayafuru                            | Réalisation et story-board d'épisodes                                                  |
| 2012–2013 | Sakura-sô no Pet na Kanojo             | Réalisatrice, réalisation et story-board d'épisodes et de générique (ED2)              |
| 2014      | No Game No Life                        | Réalisatrice, réalisation et story-board d'épisodes                                    |
| 2014      | Hanayamata                             | Réalisatrice, réalisation et story-board d'épisodes et de générique (OP)               |
| 2016      | Prince of Stride Alternative           | Réalisatrice, réalisation et story-board d'épisodes et de générique (OP)               |
| 2018      | A Place Further than the Universe (en) | Co-créatrice, réalisatrice, réalisation et story-board d'épisodes et de générique (OP) |
| 2019–2020 | Chihayafuru 3                          | Story-board d'épisodes                                                                 |

### Films
| Année | Titre                 | Rôle(s)                               |
| ----- | --------------------- | ------------------------------------- |
| 2007  | Piano Forest          | Assistante réalisatrice               |
| 2017  | No Game No Life: Zero | Réalisatrice, story-board             |
| 2021  | Goodbye               | Réalisatrice, scénariste, story-board |

### Autres
| Année | Titre                                   | Type                    | Rôle(s)                              |
| ----- | --------------------------------------- | ----------------------- | ------------------------------------ |
| 2004  | Mio Isayama - Tsuki no Waltz            | Clip (NHK Minna no Uta) | Réalisatrice, story-board            |
| 2005  | Manami Kiyota - Sen no Hana Sen no Sora | Clip (NHK Minna no Uta) | Réalisatrice, story-board            |
| 2012  | Persona 4 Golden                        | Jeu vidéo               | Réalisation du générique d'ouverture |
| 2012  | Persona 4: Arena                        | Jeu vidéo               | Réalisation du générique d'ouverture |